# Míssil hipersònic

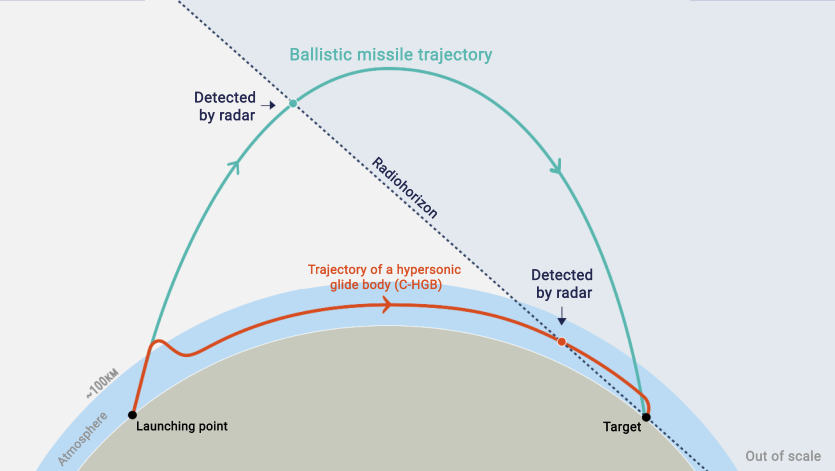
Comparació de les trajectòries de vol de míssils balístics i vehicles de planeig hipersònic (C-HGB) per al programa LRHW

Un míssil hipersònic és un míssil que viatja a velocitats superiors a Mach 5. Per tant, un míssil balístic intercontinental és hipersònic.
Els míssils hipersònics maniobrables estan sent desenvolupats per diferents països perquè tenen un temps de vol més curt que un míssil de creuer. clàssic » (subsònic o supersònic baix) d'abast equivalent, i que la seva trajectòria impredictible els permet frustrar els sistemes de defensa antimíssils, a diferència dels míssils balístics.

## Tipologia
Hi ha dos tipus de míssils hipersònics maniobrables,:
- míssils de creuer hipersònics (HCM), autopropulsats i operant a altituds inferiors a 30 km  ;
- planadors hipersònics (HGV, Hypersonic Glide Vehicle ), vehicles de reentrada a l'atmosfera llançats per un míssil balístic però que utilitzen la seva sustentació i maniobrabilitat per aconseguir una trajectòria atmosfèrica impredictible (no balística).
- Projectils d'hipervelocitat (HPV, HyperVelocity Projectile ) disparats per l'artilleria.

## Història

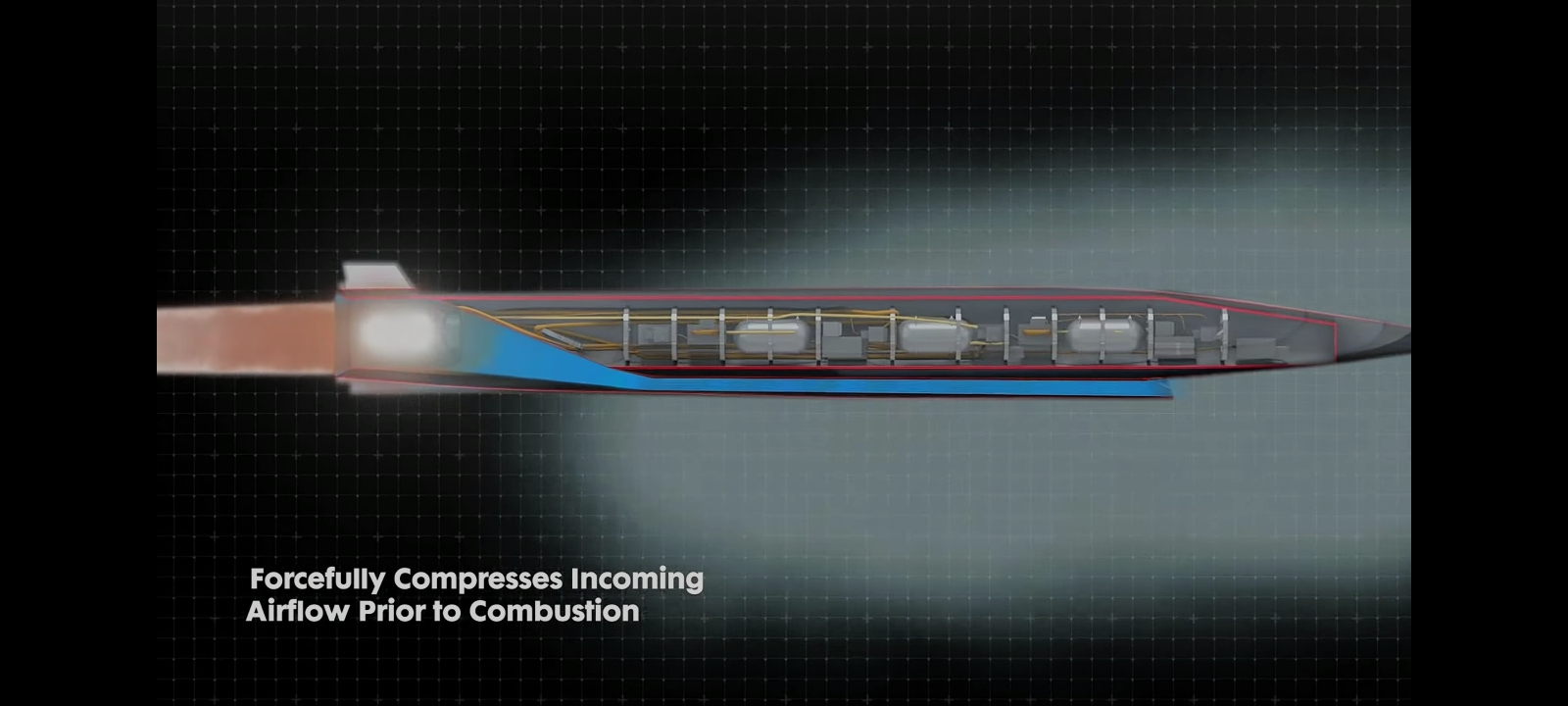
Míssil de creuer hipersònic impulsat per Scramjet

Els míssils hipersònics Kh-47M2 Kinjal (no nuclears) s'utilitzen per primera vegada en combat durant la invasió russa d'Ucraïna, 20 mars 2022, per destruir un magatzem d'armes ucraïnès a l'oest del país Segons la intel·ligència nord-americana, l'exèrcit rus va utilitzar entre 10 i 12 armes durant la invasió a partir del 10 mai 2022
L'avril 2022, l'agència d'innovació de la defensa dels EUA, DARPA, va anunciar que el míssil hipersònic HAWC ( Hypersonic Air-breathing Weapon Concept ) havia completat amb èxit el seu segon tret i estava llest per al seu ús en conflictes Els Estats Units, el Regne Unit i Austràlia, com a part de la seva aliança militar AUKUS, van anunciar el mateix mes que llançaven el desenvolupament conjunt d'armes hipersòniques per tal de seguir el progrés rus i xinès en aquest tipus d'armes
A més, el Japó i els Estats Units col·laboren per buscar solucions defensives contra aquests míssils Els esforços nord-americans en aquesta direcció van començar el 2020

## Defensa contra míssils hipersònics
Els míssils hipersònics maniobrables són, per la seva capacitat de maniobrar a gran velocitat, molt més difícils d'interceptar perquè la seva trajectòria no és previsible (un MBI vola molt més ràpid però segueix una trajectòria parabòlica clàssica) i la seva proliferació crea una nova carrera cap a l'armament.
No obstant això, el sistema de míssils Patriot modificat es pot utilitzar amb èxit contra míssils hipersònics aerobalístics, tal com va demostrar la destrucció dels míssils russos Kh-47M2 Kinjal per part d'Ucraïna durant la invasió russa d'Ucraïna des del 2022 L'entorn Joint All-Domain Command and Control es pot utilitzar per poder detectar i interceptar objectius, incloent els hipersònics
L'Agència de Defensa de míssils dels EUA està desenvolupant l'interceptor de defensa de míssils hipersònics de nova generació. El juny de 2022, Raytheon i Northrop Grumman van ser seleccionats per la MDA per desenvolupar el Glide Phase Interceptor (GPI) després que Lockheed Martin fos desqualificat de la competició El setembre de 2022, es va anunciar que el programa havia entrat en la fase de disseny preliminar La Força Espacial dels Estats Units té un programa de seguiment per satèl·lit.
El 14 juin 2023, Rafael Advanced Defense Systems va presentar el míssil interceptor de míssils hipersònics SkySonic, que es va presentar oficialment al Saló Aeri de París de 2023.
La Comissió Europea adjudica el projecte de defensa de míssils hipersònics EU HYDEF (European Hypersonic Defense Interceptor) al grup espanyol Sener, aleshores en competència amb l'empresa francesa MBDA.
La Comissió Europea està finançant un segon projecte de defensa antimíssils hipersònics que atribueix aquesta vegada a MBDA i el 20 juin 2023, l'industrial va presentar el seu concepte d'interceptor de míssils hipersònics, sobrenomenat Aquila, desenvolupat en el marc dels plans de desplegament d'una capacitat d'interceptor endoatmosfèric l'any 2030, finançada pel Fons Europeu de Defensa i amb el suport industrial del consorci liderat per MBDA Hypersonic Defense Interception Study (HYDIS²), que inclou 19 socis i 30 contractats de 14 països.